# Hume Cronyn
Hume Cronyn (født 18. juli 1911, død 15. juni 2003) var en canadisk skuespiller, der har haft en lang karriere, der ofte vises professionelt sammen med hans anden kone, Jessica Tandy.